# Зеленцов, Вячеслав Васильевич
Зеленцов Вячеслав Васильевич (27 ноября 1937, РСФСР — 4 мая 2006, Москва) — российский учёный-химик, доктор химических наук (1968), профессор, с 1997 года — заведующий кафедрой общей химии МФТИ, автор ряда изобретений, а также учебников и учебных пособий по химии. Академик РАЕН (1991).

## Биография
Вячеслав Васильевич Зеленцов закончил инженерно-физико-химический факультет Ленинградского технологического института им. Ленсовета.
Диссертацию на тему «Магнитная восприимчивость и стереохимия комплексных соединений ванадия, никеля, меди, молибдена и урана с органическими веществами» на звание кандидата химических наук : 02.00.00 защитил в Москве в 1958 г.
В 1968 г. по той же специальности защитил докторскую диссертацию на тему «Магнето- и спектрохимические исследования координационных соединений некоторых переходных и актиноидных элементов»
Об известности его как учёного говорит, к примеру, тот факт, что он трижды приглашался в качестве пленарного докладчика на Международную Чугаевскую конференцию (первоначально — совещание) (XII, XIII, XX).
Как видно уже из тем диссертаций, работа учёного была связана с редкими и радиоактивными веществами, в том числе с соединениями урана. Как и многие сотрудники, так или иначе связанные с атомным проектом, Вячеслав Васильевич трудился не жалея себя, иногда и в буквальном смысле этого слова. Он внёс свой вклад в укрепление обороны страны, но не дожил до своего 70-летия.

## Преподавательская деятельность
Как преподаватель Вячеслав Васильевич Зеленцов наиболее известен в качестве заведующего кафедрой общей химии МФТИ, которая была доверена ему с 1977 года. Он вложил много сил в совершенствование учебного процесса на кафедре и постановку научно-исследовательских работ на современный уровень. Заметно расширились возможности кафедры и по ведению подготовки студентов по вновь открываемым специальностям.
Много внимания проф. Зеленцов уделял созданию новых учебных пособий по химии для вузовского обучения. Из них некоторые, например, Практический курс общей химии, получились настолько удачными, что выдержали несколько изданий и продолжают использоваться в учебё студентов МФТИ и ряда других вузов.
На основе учебных пособий проф. В. В. Зеленцова научно-внедренческой фирмой «Физикон» при МФТИ был создан и электронный выпуск учебника по химии «для учащихся школ, лицеев, гимназий, колледжей, студентов технических вузов», распространявшийся на CD-ROM и также выдержавший несколько изданий.

## Из библиографии
- Комплексы переходных металлов с гидразонами: физико-химические свойства и строение / В. А. Коган, В. В. Зеленцов, Г. М. Ларин, В. В. Луков; отв. ред. А. Ю. Цивадзе; АН СССР, Ин-т общ. и неорган. химии им. Н. С. Курнакова. — Москва : Наука, 1990. — 109, [3] с. : ил.; 22 см; ISBN 5-02-001438-9

### авторские свидетельства на изобретения
- Способ получения двуокиси олова. А/c № 508479.
- Способ получения 1,5-ди-(2-карбоксиметоксиарил)-3-арилформазина. А/c 536212.
- Способ получения окиси алюминия. А/c 554210.
- Способ получения совместных окислов алюминия и элементов 1у группы. А/c 571438
- Способ получения совместных окислов фосфора и титана. А/c 572427
- Способ получения димерных комплексов с производными -этилен- бис (салицилал)имина. А/c 588227
- Способ получения двуокиси титана. А/c 662502
- Способ управления процессом полимеризации или сополимеризации альфа-олефинов в газовой фазе. А/c 1281566[1]

### Учебники и учебные пособия
- Введение в теорию поля лигандов: учеб. пособие для вузов / В. В. Зеленцов, А. П. Богданов; М-во высш. и сред. спец. обр. РСФСР ; Моск. физ.-техн. ин-т. — М. : МФТИ, 1981.— 90с. — Библиогр.: с. 87-88. — 400 экз.
- Магнетохимия координационных соединений: учеб. пособие для вузов / В. В. Зеленцов, А. П. Богданов; М-во высш. и сред. спец. обр. РСФСР ; Моск. физ.-техн. ин-т. — М. : МФТИ, 1982.— 111 с. — Библиогр.: с. 107—108. — 400 экз.
- Введение в физико-органическую химию: учеб. пособие для вузов / В. В. Зеленцов; М-во высш. и сред. спец. обр. РСФСР ; Моск. физ.-техн. ин-т .— М. : МФТИ, 1986. — 92 с.- Библиогр.: с. 91. — 250 экз.
- Введение в экологию: учеб. пособие для вузов / В. В. Зеленцов; Моск. физико-техн. ин-т (гос. ун-т) .— М. : МФТИ, 1996 .— 64 с. — 200 экз. — ISBN 5-7417-0054-3.
- Практический курс общей химии / М-во образования Рос. Федерации. Моск. физ.-техн. ин-т (гос. ун-т); [В. В. Зеленцов и др.]. — М. : Моск. физ.-техн. ин-т (гос. ун-т), 2001. — 288 с. : ил., табл.; 20 см; ISBN 5-7417-0157-4
  - 2-е. изд., испр. — М. : МФТИ, 2002. — 288 с. : ил., табл.; 21 см; ISBN 5-7417-0190-6
  - 3-е изд., испр. и доп. — Москва : МФТИ, 2011. — 299 с. : ил., табл.; 20 см; ISBN 978-5-7417-0340-3
  - 4-е изд., испр. и доп. — Москва : МФТИ, 2012. — 304 с. : ил., табл.; 21 см; ISBN 978-5-7417-0477-6
- Открытая химия 2.0 [Электронный ресурс] : полн. интерактив. курс химии для учащихся шк., лицеев, гимназий, колледжей, студентов техн. вузов / авт. курса — В. В. Зеленцов. — Долгопрудный : Физикон, 2001. — 1 электрон. опт. диск (CD-ROM) : зв., цв.; 12 см.
  - Версия 2.5. Сетевая версия. — Долгопрудный : Физикон : Просвещение Медиа, 2004. — 1 электрон. опт. диск (CD-ROM) : зв., цв.; 12 см.
  - Версия 2.6. — Долгопрудный : Физикон ; Москва : Новый Диск [распространитель], 2005. — Электрон. опт. диск (CD) : зв., цв.; 12 см.

### Диссертации
- Зеленцов, Вячеслав Васильевич. Магнитная восприимчивость и стереохимия комплексных соединений ванадия, никеля, меди, молибдена и урана с органическими веществами : диссертация … кандидата химических наук : 02.00.00. — Москва, 1958. — 188 с. : ил.
- Зеленцов, Вячеслав Васильевич. Магнето- и спектрохимические исследования координационных соединений некоторых переходных и актиноидных элементов : диссертация … доктора химических наук : 02.00.00. — Москва, 1968. — 300 с. : ил. + Прил. (84 с.).

### Редакторская деятельность
- Карлин, Ричард Льюис. Магнетохимия / Р. Карлин; Перевод с англ. С. С. Соболева, Г. И. Лапушкина; Под ред. В. В. Зеленцова. — М. : Мир, 1989. — 399 с. : ил.; 22 см; ISBN 5-03-000741-5